# Região Geográfica Intermediária de Florianópolis
A Região Geográfica Intermediária de Florianópolis é uma das sete regiões intermediárias do estado brasileiro de Santa Catarina e uma das 134 regiões intermediárias do Brasil, criadas pelo Instituto Brasileiro de Geografia e Estatística (IBGE) em 2017. É composta por 17 municípios, distribuídos em uma região geográfica imediata.
Sua população total, conforme censo realizado pelo Instituto Brasileiro de Geografia e Estatística (IBGE) em 2022, é de 1 292 069 de habitantes, distribuídos em uma área total de 6 022,554 km².
Florianópolis é o município mais populoso da região intermediária, além de ser capital do estado, com 537 211 habitantes, de acordo com o mesmo censo.

## Regiões geográficas imediatas
| Região geográfica imediata                  | Municípios | População Estimativa 2018 | Área (km²) |
| ------------------------------------------- | --- | ------------------------- | ---------- |
| Região Geográfica Imediata de Florianópolis | Águas Mornas Alfredo Wagner Angelina Anitápolis Antônio Carlos Biguaçu Florianópolis Garopaba Governador Celso Ramos Imbituba Palhoça Paulo Lopes Rancho Queimado Santo Amaro da Imperatriz São Bonifácio São José São Pedro de Alcântara | 1 292 069                 | 6 022,554  |
| Total                                       | 17 | 1 292 069                 | 6 022,554  |